# Amikor leszáll az éj (amerikai film, 2024)
Az Amikor leszáll az éj (eredeti cím: Arcadian) 2024-es koprodukciós posztapokaliptikus akció horrorfilm, amelyet Michael Nilon forgatókönyvéből Benjamin Brewer rendezett. A főbb szerepekben Nicolas Cage, Jaeden Martell és Maxwell Jenkins látható. 
Világpremierje 2024. március 11-én volt a South by Southwest-en, majd az RLJE Films 2024. április 12-én mutatta be Amerikában. Magyarországon május 30-án jelent meg az ADS Service forgalmazásában. Általánosságban pozitív véleményeket kapott a kritikusoktól.

## Cselekmény
Miután egy katasztrofális esemény következtében a világ nagyrészt kipusztult, Paulnak és két fiának, Thomasnak és Josephnek túl kell élnie a disztópikus környezetet. Ugyanakkor minden éjjel rejtélyes lények fenyegetik őket. Ekkor bedeszkázzák az összes ablakot és ajtót, majd visszavonulnak az egyik felső emeletre. Egy nap Thomas nem ér haza időben, amikor meglátogatja szerelmét, a közelben lakó Charlotte Rose farmerlányt. A fiú hazafelé menet egy szakadékba zuhan az erdőben.
Paul úgy dönt, életét kockáztatva elhagyja biztonságos farmjukat, hogy megtalálja Thomast, mielőtt a lények megjelennek. Ahogy megtalálja a fiát, Pault megtámadják a lények, és majdnem megölik. Joseph a farmon marad, és egyedül kell megvédenie magát a lényekkel szemben, amikor leszáll az éj.

## Szereplők
| Szerep    | Színész         | Magyar hang        |
| --------- | --------------- | ------------------ |
| Paul      | Nicolas Cage    | Csankó Zoltán      |
| Joseph    | Jaeden Martell  | Berecz Kristóf Uwe |
| Thomas    | Maxwell Jenkins | Gáll Dávid         |
| Charlotte | Sadie Soverall  | Ruszkai Szonja     |
| Mr. Rose  | Joe Dixon       | Zöld Csaba         |

### Magyar változat
- Magyar szöveg: Szekeres Viktor
- Vágó: Orosz Dávid
- Gyártásvezető: Molnár Melinda
- Szinkronrendező és hangmérnök: Kelemen Tamás
- Produkciós vezető: Kovács Anita
- Rendezőasszisztens: Fazekas Eszter

A szinkront a Dream Voice Stúdió készítette el.

## A film készítése
2022 októberében bejelentették, hogy Nicolas Cage lesz a film főszereplője. Novemberben Jaeden Martell, Maxwell Jenkins és Sadie Soverall csatlakozott a szereplőgárdához.
A forgatás 2022 novemberében kezdődött az írországi Dublinban. 2023 februárjában bejelentették, hogy a forgatás befejeződött.

## Bemutató
Az Amikor leszáll az éj premierje a SXSW-en volt 2024. március 11-én.
Az RLJE Films megszerezte a forgalmazási jogokat Észak- Amerikában, az Egyesült Királyságban, Ausztráliában és Írországban; a film észak-amerikai mozibemutatóját 2024. április 12-re tervezték, amelyet még az év folyamán a Shudder-en és az AMC+-on történő streaming megjelenés követett.
A filmet az Egyesült Királyságban 2024. június 14-én mutatták be.